# کالینوفکا (شهرستان یرمکیفسکی، باشقیرستان)
کالینوفکا (انگلیسی: Kalinovka, Yermekeyevsky District, Republic of Bashkortostan) یک شهرک در شهرستان یرمکیفسکی استان باشقیرستان کشور روسیه است.